# Baltijas Džips Ltd.
Baltijas Džips Ltd. — латвийская компания по производству автомобилей-внедорожников.
Фирма была основана в 1996 году. В то время она занималась производством тракторов. Через несколько месяцев было проведено собрание, на котором было решено заняться производством автомобилей. В марте 1998 года началось серийное производство автомобиля Baltijas Džips BD-1322 Tantor, разработанного конструктором из Санкт-Петербурга. Автомобиль подходил любителям спортивного отдыха, жителям сельской местности, армии, геологам, а также водителям на плохих городских дорогах.
За три с половиной года в Риге было выпущено около 10 экземпляров данной модели. Для модели Baltijas Džips BD-1322 Tantor предлагалось два варианта двигателей 2,4-литровый бензиновый двигатель мощностью 105 л.с. (Россия) и дизельный, произведённый компанией IVECO, мощностью 109 л.с. (Италия).
Средняя стоимость автомобиля BD-1322 Tantor составляла 25 000 DM.